# 科內柳森山
科內柳森山（英語：Mount Corneliussen），是南極洲的山峰，位於南喬治亞島，處於格洛伯斯山以北2公里，屬於阿勒代斯山脈的一部分，海拔高度1,540米，由英國南極名稱諮詢委員會命名，現時由英國海外領土管轄。